# Ugly Duckling - Luk pet khire
Ugly Duckling - Luk pet khire (Ugly Duckling ลูกเป็ดขี้เหร่) è una serie televisiva antologica thailandese prodotta da GMMTV e trasmessa su GMM 25 dal 17 maggio al 20 dicembre 2015. Basata su una serie di graphic novel pubblicate in patria da Jamsai, è strutturata in quattro stagioni autoconclusive: "Perfect Match", "Pity Girl", "Don't" e "Boy's Paradise".
La popolarità raggiunta dalla serie l'ha portata ad essere il secondo risultato di ricerca nel 2015 su Google in Thailandia.

## Trama

### Prima stagione:Perfect Match
Junior è una ragazza carina e ricca che vive una vita felice, ha molti amici e un bel fidanzato. Un giorno, decide di sottoporsi ad un intervento di chirurgia plastica, poiché i suoi amici continuavano a dirle quanto le sue guance fossero grandi. Lo fa senza sapere di essere allergica alle sostanze chimiche, e ciò causa la comparsa di acne su tutta la sua faccia. Dopo l'incidente, i suoi amici e il suo fidanzato iniziano a abbandonarla con delle scuse. Non riesce a sopportare la vita sociale che sta vivendo (in cui tutti sono disgustati da lei), quindi prega i suoi genitori di poter studiare in un college in campagna per ricevere delle cure dall'ospedale del college, e per seguire il ragazzo dei suoi sogni della sua fiction preferita. Ed è lì che incontra Suea, un ragazzo affascinante ma sfrontato.

### Seconda stagione:Pity Girl
Alice si arrampica su un albero per fare delle foto, e nel frattempo vede un ragazzo bellissimo, Aston, seduto su una panchina sotto l'albero. Mentre gli fa delle foto di nascosto, Aston la vede e la spaventa, facendola cadere dall'albero. Quando si sveglia dopo essere stata in coma, non riesce a ricordare niente e capisce di avere perso la memoria. Qui arriva Fuyu, che era con lei quando è stata portata all'ospedale. Le dà un diario dove scrivere le cose che le succedono e se non si ricorda qualcosa, può semplicemente consultare il diario. Quando la scuola inizia, Aston torna dall'America, di cui è originario, ed è determinato a riconquistare Alice.

### Terza stagione:Don't
Maewnam è una ragazza che ha sofferto di un trauma: da bambina, ha confessato i suoi sentimenti al ragazzo che le piaceva, ma è lui l'ha rifiutata e l'ha chiamata brutta. Questo ha dato inizio ad una catena, ed anche gli altri hanno cominciato a dirle così. Da quel momento ha iniziato ad indossare una scatola sopra la testa ed è sempre rimasta a casa senza interagire con altre persone. Con l'aiuto di Minton, un ragazzo dolce, civettuolo e sincero che diventa suo amico, e Zero, un ragazzo rude, chiassoso e cattivo, che crea sempre problemi, sembra riuscire a ritornare finalmente a scuola, dopo un'assenza di 3 anni.

### Quarta stagione:Boy's Paradise
Mami, ragazza che vive felicemente da sola nella villa della sua famiglia, giura di morire prima di uscire con un uomo, dopo che la madre scopre che le piace una ragazza. Quindi sua madre affitta la casa a tre ragazzi nella speranza che almeno uno di loro attiri l'attenzione di sua figlia. Ma quando Mami viene trascinata nei problemi sentimentali di qualcun altro, chiede al suo nuovo compagno di stanza CU di essere il suo finto fidanzato.

## Personaggi e interpreti

### Prima stagione:Perfect Match

#### Principali
- Junior, interpretata da Worranit Thawornwong "Mook".
- Suea, interpretato da Puttichai Kasetsin "Push".

#### Ricorrenti
- Bee, interpretato da Korawit Boonsri "Gun".
- Dottore, interpretato da Nat Sakdatorn.

### Seconda stagione:Pity Girl

#### Principali
- Aston, interpretato da Natcha Juntapun "Mouse".
- Alice, interpretata da Neen Suwanamas.
- Fuyu, interpretato da Nachat Juntapun "Nicky".

#### Ricorrenti
- Chicha, interpretata da Marie Eugenie LeLay "Som".
- BM, interpretato da Thitipoom Techaapaikhun "New".

### Terza stagione:Don't

#### Principali
- Maewnam, interpretata da Wiraporn Jiravechsoontornkul "Mild".
- Zero, interpretato da Jirakit Thawornwong "Mek".
- Minton, interpretato da Chatchawit Techarukpong "Victor".

#### Ricorrenti
- Plawan, interpretato da Korapat Kirdpan "Nanon".
- Ter, interpretato da Tawan Vihokratana "Tay".

### Quarta stagione:Boy's Paradise

#### Principali
- Mami, interpretata da Esther Supreeleela.
- CU, interpretato da Sean Jindachote "Thorn".
- Rayji, interpretato da Korn Khunatipapisiri "Oaujun".
- LJ, interpretato da Kitkasem McFadden "James".

#### Ricorrenti
- Namsom, interpretata da Anchasa Mongkhonsamai "Bifern".

## Episodi
| Stagione         | Episodi | Prima TV |
| ---------------- | ------- | -------- |
| Prima stagione   | 9       | 2015     |
| Seconda stagione | 5       | 2015     |
| Terza stagione   | 7       | 2015     |
| Quarta stagione  | 9       | 2015     |